# بول نيلسون (ملحن)
بول نيلسون (بالإنجليزية: Paul Nelson)‏ هو ملحن ومنتج أسطوانات أمريكي، ولد في القرن العشرين.